# Сали Пиърс
Сали Пиърс (на английски: Sally Peers) е австралийска тенисистка, родена на 1 юни 1991 г. в Мелбърн, Австралия. Най-високото ѝ класиране на сингъл в ранглистата за жени на WTA e 145-о място.

## Кариера

### 2010
На Острелиън Оупън 2010 в партньорство с Лора Робсън достига четвъртфинал, където двете отстъпват на Кириленко / Радванска с 4-6, 1-6.
На Ю Ес Оупън 2010 успява да премине квалификациите и да достигне за първи път в кариерата си основната схема на турнир от Шлема. В 1 кръг смазва 54-тата в Световната ранглиста Александра Возняк с 6-0, 6-1 и записва първата си победа в турнир от календара на WTA. Във 2 кръг обаче е победена от защитаващата титлата си Ким Клейстерс с 2-6, 1-6.

### 2011
Пиърс започва годината с участие в Бризбейн Интернешънъл 2011, където постига първа победа над топ 50 тенисистка. Сали, която попада в схемата с уайлд кард, отстранява Алиса Клейбанова с 3-6, 6-4, 6-3 преди да отстъпи на Захлавова-Стрицова – 4-6, 1-6.
На Острелиън Оупън 2011 започва директно в основната схема отново чрез уайлд кард, но губи с 2-6, 4-6 от бъдещата 1/4-финалистка Петра Квитова.